# ФК Кукъс
ФК „Кукъс" или „Кукъси" (на албански: Futboll Klub Kukësi) е албански футболен клуб от град Кукъс. Основан през 1930 г. Домакинските си мачове играе на стадион „Зечир Юмери“ с капацитет 5500 зрители. Настоящ участник в Албанската суперлига.
През 2016/17 за пръв път в историята си става шампион на Албания по футбол.

## История на клуба
- Основан на 4 март 1930, под името „Шокерия Спортиве Косова“.
- 20 април 1930 година изиграва първия си мач против местния „Интермати“ Крума при резултат 0 – 0.
- През август 1931 „Шокерия Спортиве Косова“ участват в малък турнир, където освен тях также играят и други албански отбори – „Калабаку“, „Шкьолзени“ и „Интермати“, а така също и колективи представляващи въоръжените сили.
- През 1932 е създадена Албанската федерация по футбол, на която става член и бъдещия „Кукъс“. Преименуван е на „Спорт Клуб Косова“.
- След края на Втората световна война е възобновен националния чемпионат. През 1953 „Спорт Клуб Косова“ участва в него.
- През 1958 отборът променя името си на „СК Пърпарми“ („Напредък“ – бг).
- През 1967 печелят Трета дивизия на Албания.
- През 1977 заемат първо място във Втора дивизия и за първи път попадат в Първа дивизия на Албания, но не се задържат дълго и отпадат във Втора дивизия.
- През 1982 „СК Пърпарми“ за втори път става шампион на Втора дивизия.
- След падането на комунистическия режим в Албания през 1991 „СК Пърпарми“ изпада в тежко финансово положение. Основно е финансиран от общината.
- През 2010 „СК Пърпарми“ е реорганизиран и на 10 март е преименуван на ФК „Кукъс“ и получава солидни, за местните измерения, спонсори.
- Сезон 2010/11 е преломен за отбора, и той за пръв път пробива във висшата дивизия Албанска суперлига. Клубът е превърнат в акционерно дружество.
- През 2012/13 в клуба са вложени още по-големи средства и те заемат второ място и получават право да играят в Лига Европа.

## Успехи
- Албанска суперлига:
  -  Шампион (1): 2016/17
  -  Вицешампион (4): 2012/13, 2013/14, 2014/15, 2018/19
  -  Бронзов медалист (1): 2015/16

- Първа дивизия
  -  Второ място (1): 2011/12

- Втора дивизия
  -  Шампион (5): 1959, 1966/67, 1976/77, 1981/82, 2010/11

- Купа на Албания
  -  Носител (2): 2015/16, 2018/19
  -  Финалист (2): 2013/14, 2014/15

- Суперкупа на Албания
  -  Носител (1): 2016
  -  Финалист (1): 2024

## Известни треньори
- Марсело Троиси (юни 2015 – ноември 2015)
- Младен Милинкович (юли 2017 – )

## Участие в евротурнирите
| Сезон   | Турнир          | Кръг                       | Съперник                 | Домакин | Гост | Общ резултат |  |
| ------- | --------------- | -------------------------- | ------------------------ | ------- | ---- | ------------ |  |
| 2013/14 | Лига Европа     | Първи квалификационен кръг | Флора (Талин)            | 0:0     | 1:1  | 1:1(г)       |  |
| 2013/14 | Лига Европа     | Втори квалификационен кръг | Сараево                  | 3:2     | 0:0  | 3:2          |  |
| 2013/14 | Лига Европа     | Трети квалификационен кръг | Металург (Донецк)        | 2:0     | 0:1  | 2:1          |  |
| 2013/14 | Лига Европа     | Плейоф                     | Трабзонспор              | 0:2     | 1:3  | 1:5          |  |
| 2014/15 | Лига Европа     | Първи квалификационен кръг | Кайрат (Алмати)          | 0:0     | 0:1  | 0:1          |  |
| 2015/16 | Лига Европа     | Първи квалификационен кръг | Торпедо – БелАЗ (Жодино) | 2:0     | 0:0  | 2:0          |  |
| 2015/16 | Лига Европа     | Втори квалификационен кръг | Младост (Подгорица)      | 0:1     | 4:2  | 4:3          |  |
| 2015/16 | Лига Европа     | Трети квалификационен кръг | Легия (Варшава)          | 0:3     | 0:1  | 0:4          |  |
| 2016/17 | Лига Европа     | Първи квалификационен кръг | Рудар (Плевля)           | 1:1     | 1:0  | 2:1          |  |
| 2016/17 | Лига Европа     | Втори квалификационен кръг | Аустрия (Виена)          | 1:4     | 0:1  | 1:5          |  |
| 2017/18 | Шампионска лига | Втори квалификационен кръг | Шериф (Тираспол)         | 2:1     | 0:1  | 2:2(г)       |  |

## Настоящ състав
Към 7 август 2018 г.
| №  | Пост | Играч                |
| -- | ---- | -------------------- |
| 77 | В    | Стиви Фрашери        |
| 91 | В    | Фатон Малоку         |
| 98 | В    | Жетмир Баша          |
| 4  | З    | Или Шамети (капитан) |
| 5  | З    | Рустем Ходжа         |
| 6  | З    | Алби Ала             |
| 8  | З    | Вангел Згуро         |
| 15 | З    | Хараламб Каки        |
| 20 | З    | Симон Румбулаку      |
| 24 | З    | Едис Малики          |
| 26 | З    | Вилиам Кордейро      |
| 44 | З    | Филип Ждерич         |
| 7  | П    | Ардит Пепоши         |
| 10 | П    | Донжет Шкодра        |
| 16 | П    | Кристи Жоти          |

| №  | Пост | Играч          |
| -- | ---- | -------------- |
| 18 | П    | Арбер Чирбя    |
| 21 | П    | Весел Лимай    |
| 23 | П    | Бесар Мусоли   |
| 27 | П    | Валон Етхеми   |
| 33 | П    | Иракли Дзария  |
| 97 | П    | Алби Колдаши   |
| 99 | П    | Дино Шпехар    |
|    | П    | Кевин Куманова |
|    | П    | Клодиан Дураку |
| 9  | H    | Сабино Плаку   |
| 14 | H    | Лавдрим Ебипи  |
| 25 | H    | Рожер          |
| 28 | H    | Харис Харба    |
| 90 | H    | Реджиналдо     |
|    | H    | Арлинд Калая   |